# Soleyman le marchand
Soleyman  ou Solaïman le marchand (en arabe Sulaiman al-Tajir, سلیمان تاجر) est un voyageur arabe ou persan du ixe siècle, souvent crédité d'être l'auteur de la célèbre Relation de la Chine et de l'Inde (Aḥbār aṣ-Ṣīn wa l-Hind), manuscrit arabe qui donne l'état des connaissances sur l'Extrême-Orient à l’apogée du califat de Bagdad, et qui a servi de source à beaucoup de géographes arabes durant des siècles.
Cependant la Relation de la Chine et de l'Inde ne le nomme qu'une seule fois, sans précision, et il n'est nommé nulle part ailleurs, même par les géographes arabes qui empruntent beaucoup à la Relation de la Chine et de l'Inde.